# Bel Air (Los Angeles)
Pour les articles homonymes, voir Bel Air.
Bel Air (ou Bel-Air) est un quartier de la ville de Los Angeles situé 27 kilomètres à l'ouest de Downtown Los Angeles. Il constitue le « triangle d'or » du comté de Los Angeles avec la ville de Beverly Hills et le quartier d'Holmby Hills. Bel Air est connu pour être une communauté huppée qui inclut certaines des collines des monts Santa Monica.
Le quartier borde le côté nord de l'université de Californie à Los Angeles.

## Démographie
Selon les estimations de 2008 du L.A. Department of City Planning, 8 253 personnes vivent dans le quartier, le revenu médian par foyer y est de 207 938 $. Le quartier est à 83 % composé de Blancs, à 8,2 % d'Asiatiques et à 4,6 % d'Hispaniques et Latinos et 0,9 % d'Africains-américains.

## Habitat
Les résidences de Bel Air constituent l'identité et la réputation du quartier. Beaucoup de celles-ci bordent directement la rue et se présentent sous des apparences modestes mais s'avèrent être des habitations disposant de grandes surfaces. La plupart de ces résidences, comme celles le long des routes telles que Stradella Road bénéficient de vues magnifiques sur le bassin de Los Angeles et l'île Santa Catalina.
Les maisons les plus recherchées sont celles situées près des artères principales de Bel Air et de l'entrée du club de golf, parce qu'elles disposent d'une vue sur celui-ci et sur le reste de Los Angeles. Les maisons de Bel Air peuvent se négocier pour plus de 20 millions de dollars américains.

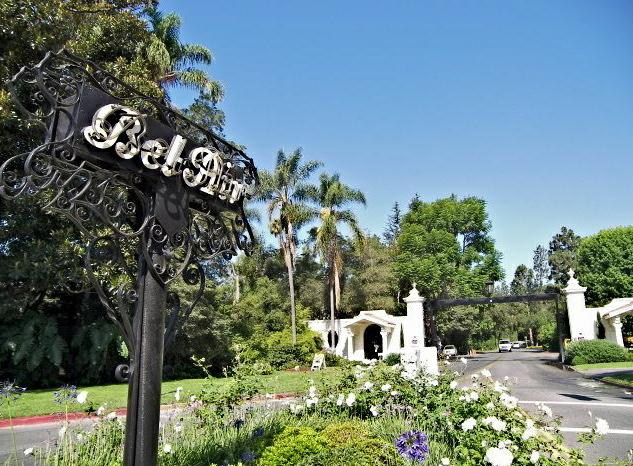
Entrée est du quartier.

## Autre bâti
Dans le quartier de Bel Air se situe également l'American Jewish University (en) fondée en 1947.

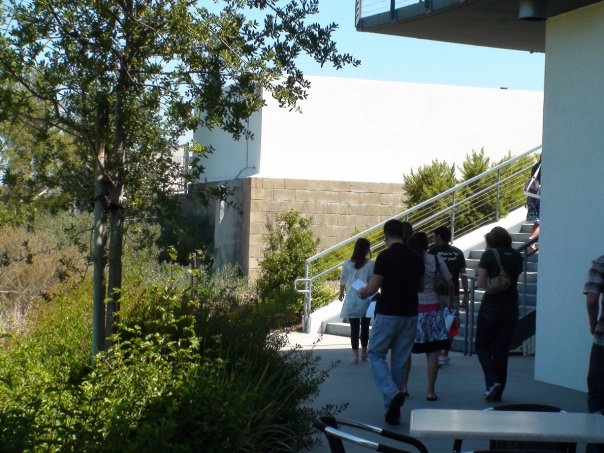
Patio du syndicat étudiants de l'American Jewish University.

## Célébrités
Le quartier de Bel Air accueille de nombreuses célébrités, dont Elon Musk.

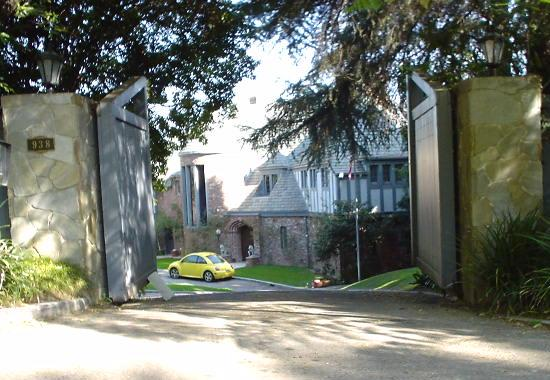
Maison de l'actrice Zsa Zsa Gabor à Bel Air.

## Éponymie
Le nom du quartier a été donné à un modèle de voiture, la Chevrolet Bel Air.